# Osroene

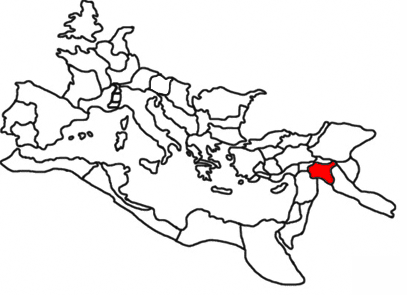
Osroene (în roșu) în Imperiul Roman (în alb)

Osroene (în latină: Osrohene sau Osrhoene, iar în siriacă: Malkuṯā d-Bēt ʿŌsrā ʿĪnē) este o regiune din sud-estul Asiei Mici (nord-vestul Mesopotamiei), mărginită la nord de Munții Taurus, la sud și la est de Chaboras (râul Khabur), la vest de Eufrat, și a avut drept capitală Edessa (numele modern al orașului este Șanlıurfa, Turcia). A fost un stat important începând din cel de-al II-lea mileniu î.Hr. care era denumit Hurri (« grote ») de către babilonieni, ca urmare a faptului că numeroase grote / peșteri se află în Nemrut Dag. Limba vorbită era siriaca.
A servit drept tampon între Imperiul Roman și cel al parților. Regiunea a fost cucerită sub împăratul roman Traian (98-117). Sub Hadrian regiunea și-a câștigat o oarecare autonomie, dar a devenit din acel moment un regat clientelar. În 163, s-a aliat cu Imperiul Part contra romanilor. A devenit provincie romană în 216. Mai târziu, în secolul al IV-lea, a fost cuprinsă în dioceza din Orient.